# Mycteromyiella tenuiseta
Mycteromyiella tenuiseta là một loài ruồi trong họ Tachinidae.